# Прокъл (философ)
Вижте пояснителната страница за други личности с името Прокъл.
Прокъл (на старогръцки: Πρόκλος; на латински: Proclus, известен и като Прокъл Диадох) (8 февруари 412 г., Константинопол – 17 април 485 г., Атина) е древногръцки философ от школата на неоплатонизма, ръководител на Платоновата академия.

## Живот
Като млад учи философия при неоплатоника Олимпиодор Стари в Александрия, след което се премества в Атина, където е ученик в Платоновата академия при Плутарх от Атина и Сириан. След смъртта на Сириан става ръководител на Академията от 450 г. до 485 г. Неговият ученик и наследник Марин е написал биография за живота му.

## Творчество
Оставил е огромно по обем творчество, включващо книгите Първооснови на теологията и За теологията на Платон, както и коментари към диалозите на Платон, Елементи на Евклид, Дела и дни на Хезиод, Тетрабиблос на Клавдий Птолемей, Халдейските оракули, съчинения по теология, натурфилософия, астрономия, магия, както и химни към различни богове. Не са запазени коментарите му към Омир, Аристотел, Плотин и химните на Орфей, а също и съчинението му Съгласуване на Омир, Платон и Питагор.